# ケネス・ジョンソン (俳優)
ケニー・ジョンソン（Kenny Johnson, 1963年7月13日 - ）は、アメリカ合衆国出身の俳優である。

## 人物
コネチカット州ニューヘブン生まれ。セントラル・コネチカット州立大学で学び、在学中はフットボールとバスケットボールに打ち込んだ。
俳優として活躍する前の4年間、モデルとして活躍している。その期間ボストンで過ごし、後にロサンゼルスへ拠点を移す。
俳優としてのスタートは、ロサンゼルスでスニーカーブランド（LA Gear）のテレビCMだった。その後、様々な映画・テレビ番組へ出演する。
2017年、CBSドラマシリーズ「S.W.A.T.」にドミニク・ルカ役として出演する。
同作品では、ケニー・ジョンソンの娘のアンジェリカ・スカーレットが、読字障害（ディスレクシア）の少女ケリー役で出演している。ケニー・ジョンソン自身が読字障害であり、この出演に際してはメンターとなりアドバイスをした。
2018年、「S.W.A.T.」シーズン2の撮影中に怪我を負い、制作会社（Sony）を訴えている。2023年和解が成立している。

## 出演作品

### テレビ
- ペンサコーラ（1998-2000年 Pensacola: Wings of Gold）
- ベイツ・モーテル（ケイレブ・カルフーン）
- シカゴ・ファイア（トミー・ウェルチ）
- コバート・アフェア（ジェームズ・デッカー）
- デクスター 警察官は殺人鬼（クレイトン）
- バーン・ノーティス　元スパイの逆襲（タイラー・グレイ）
- THE MENTALIST　メンタリストの捜査ファイル（シーズン4-22、ゲスト出演）
- サンズ・オブ・アナーキー（シーズン2–4 ハーマン（ゲスト出演））
- LAW & ORDER:性犯罪特捜班
- ライ・トゥ・ミー　嘘の瞬間
- NCIS:LA 〜極秘潜入捜査班（シーズン1–12 トミー（ゲスト出演））
- 女捜査官グレイス 〜 天使の保護観察中（ハム・デューイ）
- サンズ・オブ・アナーキー
- コールドケース 迷宮事件簿（第3シーズン最終話〜第4シーズン第5話、ジョセフ・ショー）
- CSI:科学捜査班（第６シーズン第22話、ランディー・ボーレン）
- ザ・シールド ルール無用の警察バッジ（カーティス・“レモンヘッド〈レン〉”・レマンスキー）
- ヤング・スーパーマン
- S.W.A.T.(2017)（ドミニク・ルカ）
- メイヤー・オブ・キングスタウン（チャーリー・ピケンズ）

### 映画
- 虐殺のミラージュ／悪夢の人間狩り（1990年 Mirage）
- 欲しがる女（1997年 Sins of the mind）
- メジャーリーグ3（1998年 Major League: Back to the Minors） - ランス・ペレル 役
- ブレイド（1998年 Blade） - ヒートシーキング・デニス 役
- フィアーズ・オブ・ウォー（2001年 Going back）
- アメリカン・ソルジャーズ2（2006年 The veteran）
- ブレイン・ゲーム（2015年 Solace） - デヴィッド・レイモンド 役